# Lisa See
Lisa See (Parigi, 18 febbraio 1955) è una scrittrice statunitense.

## Biografia
Nata a Parigi nel 1955, vive a Los Angeles.
Figlia della scrittrice Carolyn See e dell'antropologo Richard See, ha trascorso la giovinezza a Los Angeles, in particolare a Chinatown.
Dopo un B.A. conseguito alla Loyola Marymount University nel 1979, dal 1993 al 1996 è stata corrispondente dalla West Coast per il Publishers Weekly.
Nel 1995 ha fatto il suo esordio nella narrativa con il memoir La montagna d'oro, incentrato sulla storia della migrazione dei suoi antenati cinesi in California trasposto in rappresentazione teatrale, esibizione museale e pellicola cinematograica.
In seguito ha dato alle stampe due opere di saggistica e una decina di romanzi incentrati sulla storia, la cultura e le tradizioni cinesi, ottenendo in due occasioni la menzione d'onore agli Asian/Pacific American Awards for Literature. 

## Vita privata
Sposatasi nel 1981 con l'avvocato Richard Becker Kendall, la coppia ha avuto due figli: Alexander See Kendall e Christopher Copeland Kendall.

## Opere (parziale)

### Romanzi
- In una rete di fiori di loto (Flower Net, 1997), Milano, Longanesi, 1999 traduzione di Lidia Perria ISBN 88-304-1533-2.
- The Interior (1999)
- Dragon Bones (2003)
- Fiore di neve e il ventaglio segreto (Snow Flower and the Secret Fan, 2005), Milano, Longanesi, 2006 traduzione di Federica Oddera ISBN 978-88-304-2287-2.
- La ragazza di giada (Peony in Love, 2007), Milano, Longanesi, 2008 traduzione di Elisabetta Valdré ISBN 978-88-304-2541-5.
- Le ragazze di Shanghai (Shanghai Girls), Milano, Longanesi, 2009 traduzione di Paola Mazzarelli e Sabina Terziani ISBN 978-88-304-2707-5.
- Le perle del drago verde (Dreams of Joy, 2011), Milano, Longanesi, 2012 traduzione di Costanza Rodotà ISBN 978-88-304-3322-9.
- Come i fiori di notte (China Dolls, 2014), Milano, Longanesi, 2015 traduzione di Federica Oddera ISBN 978-88-304-4198-9.
- Come foglie di tè (The Tea Girl of Hummingbird Lane, 2017), Milano, Longanesi, 2020 traduzione di Giuseppe Maugeri ISBN 978-88-304-5141-4.
- Le madri di vento e di sale (The Island of Sea Women, 2019), Milano, Longanesi, 2022 traduzione di Giuseppe Maugeri ISBN 978-88-304-5427-9.

### Saggi
- Chinatown (2003)
- 365 Days in China (2007)

### Memoir
- La montagna d'oro (On Gold Mountain, 1995), Vicenza, Neri Pozza, 2000 traduzione di Anna D'Andrea e Giovanna Albio ISBN 88-7305-746-2.

## Adattamenti cinematografici
- Il ventaglio segreto (Snow Flower and the Secret Fan), regia di Wayne Wang (2011)

## Premi e riconoscimenti
- Asian/Pacific American Awards for Literature: 2005-2006 e 2009-2010 medaglia d'onore per Fiore di neve e il ventaglio segreto e Le ragazze di Shanghai